# Dark Days
Dark Days treći je studijski album američkog nu metal sastava Coal Chamber. Album je 7. svibnja 2002. godine objavila diskografska kuća Roadrunner Records.

## Popis pjesama
Tekstovi: B. Dez Fafara, glazba: Miguel Rascón, Rayna Foss-Rose i Mike Cox, osim pjesme "Rowboat" koju su napisali Simon Daniels, Buddy Gheen, Dave Casey i Robert Marlette.
| 1.    | »Fiend«             | 3:01 |
| 2.    | »Glow«              | 3:12 |
| 3.    | »Watershed«         | 2:37 |
| 4.    | »Something Told Me« | 3:24 |
| 5.    | »Dark Days«         | 3:40 |
| 6.    | »Alienate Me«       | 3:18 |
| 7.    | »One Step«          | 2:39 |
| 8.    | »Friend?«           | 3:34 |
| 9.    | »Rowboat«           | 4:49 |
| 10.   | »Drove«             | 3:13 |
| 11.   | »Empty Jar«         | 3:53 |
| 12.   | »Beckoned«          | 4:03 |
| 41:15 |                     |      |

| Bonus skladbe s ograničene inačice | Bonus skladbe s ograničene inačice  | Bonus skladbe s ograničene inačice | Bonus skladbe s ograničene inačice | Bonus skladbe s ograničene inačice | Bonus skladbe s ograničene inačice | Bonus skladbe s ograničene inačice | Bonus skladbe s ograničene inačice | Bonus skladbe s ograničene inačice | Bonus skladbe s ograničene inačice |
| Br.                                | Skladba                             | Trajanje                           |                                    |                                    |                                    |                                    |                                    |                                    |                                    |
| ---------------------------------- | ----------------------------------- | ---------------------------------- | ---------------------------------- | ---------------------------------- | ---------------------------------- | ---------------------------------- | ---------------------------------- | ---------------------------------- | ---------------------------------- |
| 13.                                | »Anxiety«                           | 3:15                               |                                    |                                    |                                    |                                    |                                    |                                    |                                    |
| 14.                                | »Save Yourself«                     | 3:27                               |                                    |                                    |                                    |                                    |                                    |                                    |                                    |
| 15.                                | »One Step« (miks Scotta Humphreyja) | 2:39                               |                                    |                                    |                                    |                                    |                                    |                                    |                                    |
| 50:36                              |                                     |                                    |                                    |                                    |                                    |                                    |                                    |                                    |                                    |

## Zasluge
Coal Chamber
- B. Dez Fafara – vokali, ilustracije
- Miguel Rascón – prateći vokali, gitara
- Rayna Foss-Rose – bas-gitara
- Mike Cox – bubnjevi

Dodatni glazbenici
- Amir Derakh – aranžman

Ostalo osoblje
- Christian Lundberg – tehničar (za gitaru i bas-gitaru)
- Mauro Rubbi – tehničar (za bubnjeve)
- Ross Hogarth – produkcija, inženjer zvuka, miksanje, uređivanje, aranžman
- Ted Jensen – mastering
- Jeremy Blair – inženjer zvuka
- Mark Kiczula – inženjer zvuka
- Justin Walden – uređivanje
- P. R. Brown – ilustracije, dizajn, fotografija